# 대한민국 제5대 대통령 선거 자유당 후보 선출
대한민국 제5대 대통령 선거 자유당 후보 선출은 1963년 대한민국 대통령 선거를 위해 자유당의 후보를 선출한 것을 말한다.
이것은 제1공화국의 여당이었던 자유당의 마지막 대통령 선거 참여가 되었다. 이후 제6대 대통령 선거 때는 자유당은 후보를 내지 못했고, 이후 1970년 신민당에 흡수 합당되었다.

## 배경
5·16 군사정변 이후 와해됐던 자유당은 정치 활동이 다시 허용된 뒤인 1963년 1월 23일 발기인 대회를 여는 등 재건을 꾀했다. 그러나 자유당은 국민적 호응을 일으키기는커녕, 배종덕 등 자유당 재건파, 김법린 등 민정당 참여파, 이활 등 민주공화당 참여파, 이범석 등 독자신당 창당파 등으로 분열되어 창당 자체도 무산될 위기에 처했다. 결국 자유당은 조경규 등 일부만이 남은 채로 재창당되었다.
결국 1963년 9월 7일, 자유당은 이승만 정신을 계승한다며 대의원 720여명 중 419명이 참석한 가운데 창당대회를 열고 창랑 장택상 전 국무총리를 당수로 한 당 지도부를 선출했으며, 대통령 후보 지명 문제를 이튿날인 8일 열리는 중앙위원회에 위임했다.

## 후보
9월 8일 열린 자유당 중앙위원회에서 장택상 전 국무총리가 대통령 후보로 지명됐다. 장택상은 후보 지명을 수락한다면서도 야권 단일화 상황에 따라 불출마할 수도 있다고 밝혔다.
장택상은 윤보선과 허정의 단일화가 결렬된 직후인 9월 13일 성명을 내고 야권 단일화를 위한다며 대통령 후보직을 사퇴했다.

## 같이 보기
- 대한민국 제5대 대통령 선거